# La-Mauricie-Nationalpark
Der La-Mauricie-Nationalpark (französisch Parc national du Canada de la Mauricie; englisch La Mauricie National Park of Canada) ist ein kanadischer Nationalpark in den laurentinischen Bergen in der Provinz Québec (Ostkanada). Er wird von der staatlichen Behörde Parcs Canada (einer Crown Agency) verwaltet. Wichtig zu wissen: Provinz-Parks in der Provinz von Québec werden ebenfalls Nationalparks genannt. Zur Unterscheidung der von Parks Canada verwalteten werden diese als Parc national du Canada bezeichnet.

## Kurzporträt
Der 1970 gegründete Park hat eine Fläche von 536 km² und gehört geologisch zum südlichen kanadischen Schild. Er grenzt an die Niederungen des Sankt-Lorenz-Stroms. Es gibt etwa 150 Seen sowie weitere Teiche. Der Name leitet sich vom Fluss Saint-Maurice ab, der den Nationalpark im Osten durchquert.
Das Parkgebiet selbst erschließt sich durch eine einzige 63 Kilometer lange, asphaltierte Hauptstraße, die die beiden Haupteingänge verbindet: Eingang West mit Besucherzentrum Saint-Mathieu-du-Parc sowie Eingang Ost mit Besucherzentrum Saint-Jean-des-Piles. Die vier großen Servicezentren, Wanderwege, Park- und Campingplätze sind von dieser, besonders im Sommer viel befahrenen Hauptstraße aus, erreichbar. Mit über einer Viertelmillion Besuchern pro Jahr gehört der Park zu den Top Ten aller kanadischen Nationalparks.
Bei dem Park handelt es sich um ein Schutzgebiet der IUCN-Kategorie II (Nationalpark).

## Flora und Fauna
Die Tiergemeinschaft umfasst etwa 50 Säugetierarten, sowohl große als auch kleine. Unter diesen finden sich zwei Huftiere (Ungulata), darunter den Elch; 13 Fleischfresser, wie den Schwarzbären und den Rot-Fuchs; 16 Nagetiere, einschließlich des Bibers und dem roten Eichhörnchen. Des Weiteren die einzige existierenden Art aus der Ordnung der Lagomorpha, den Schneeschuhhasen; sieben Chiroptera, wie die kleine braune Fledermaus sowie zehn Insektenfresser wie die amerikanische Masken-Rotzahnspitzmaus. Diese Arten sind die am häufigsten vorkommenden Spezies.

### Säugetiere
Der ausgedehnte, aquatische Lebensraum im Parkgebiet ist einer der Gründe für die große Diversität an Säugetieren. Der Kanadische Biber (Castor canadensis), sichtbar wegen seiner zahllosen Bauleistungen, der Nordamerikanische Fischotter (Lontra canadensis) und der amerikanische Nerz oder Mink (Neogale vison) sind charakteristische Bewohner. Weitere Arten aus der Familie Mustelinae wie das Langschwanzwiesel (Neogale frenata), der Fichtenmarder (Martes americana) und der nordamerikanische Fischermarder, auch Pekan genannt (Pekania pennanti) bringen Abwechslung in die typische Tierwelt des Parks und in die komplexe Nahrungskette.
Zudem ist Großwild wie Elch, Weißwedelhirsch (Odocoileus virginianus) und Schwarzbär im Parkgebiet heimisch. Außerdem gehören Rotfuchs, Kojote, Wolf, Luchs, Waschbär, der Nordamerikanische Baumstachler (Erethizon dorsatum) und das Waldmurmeltier (Marmota monax), zusammen mit einer Vielzahl von Mäusen, Fledermäusen und Wühlmäusen zu der gesunden Artenvielfalt des Nationalparks.

### Vögel

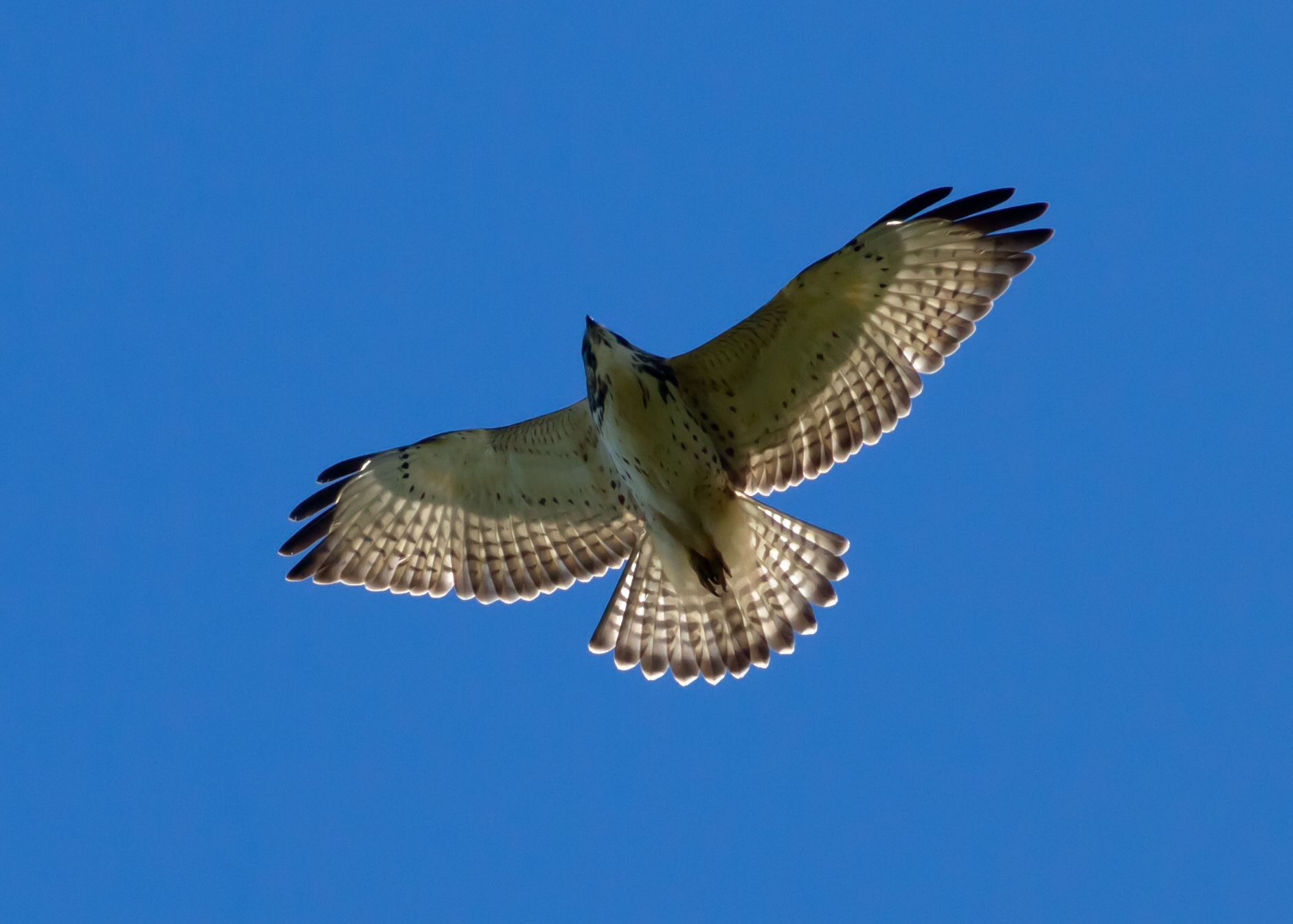
Flugbild des Breitflügelbussards.

Bisher wurden im Park 215 Vogelarten nachgewiesen, von denen allein vierundzwanzig das ganze Jahr über im Schutzgebiet leben. Alle Arten der vorzufindenden Vogelgemeinschaften werden zu einem Großteil durch die Vegetationszonen in den ausgedehnten Waldgebieten und des Entwässerungssystems, also von der Größe des hydrographischen Netzes, bestimmt.
In Nadelwäldern kommen das Rubingoldhähnchen (Corthylio calendula Syn.: Regulus calendula), der Brauenwaldsänger (Leiothlypis peregrina; Syn. Vermivora peregrina), der Rubinfleck-Waldsänger (Leiothlypis ruficapilla), der Magnolienwaldsänger (Setophaga magnolia, Syn.: Dendroica magnolia), die Einsiedler-Musendrossel (Catharus guttatus), der Abendkernbeißer (Hesperiphona vespertina) sowie die Winterammer (Junco hyemalis), früher als Junko bezeichnet, in großer Zahl vor.

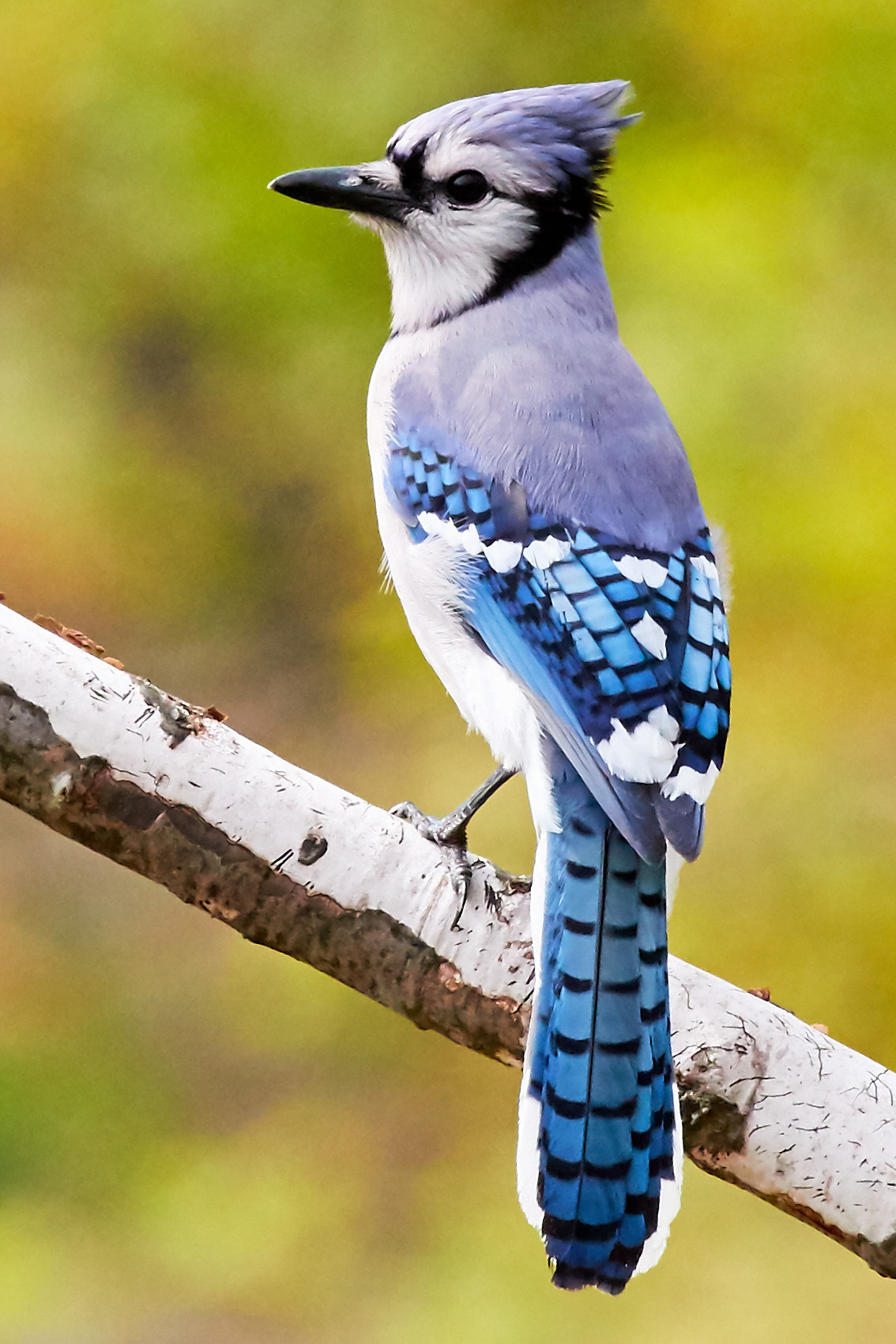
Der farbenprächtige Blauhäher, ein Verwandter unseres Eichelhähers.

Jedoch sind in den Mischwäldern des Parks zu beobachtende Vögel zuerst das nur in Nordamerika vorkommende, scheue Kragenhuhn (Bonasa umbellus), ein mittelgroßes Raufußhuhn, das mit unserem Auerhuhn verwandt ist. Des Weiteren hört man oft den charakteristischen Schrei des farbenprächtigen Blauhähers (Cyanocitta cristata) aus der Familie der Rabenvögel (Corvidae). Die Schwarzkopfmeise (Poecile atricapillus) und der leuchtend rote Purpurgimpel (Haemorhous purpureus) sowie mehrere, nordamerikanische Drosselarten (Turdidae) dieser artenreiche Vogelfamilie sind häufig. Den überwiegenden Anteil an Arten machen Singvögel aus der Familie der Waldsänger (Parulidae) aus, die ausschließlich in der Neuen Welt vorkommen; darunter der auffallend gezeichnete Kanadawaldsänger (Cardellina canadensis), der zum Überwintern bis nach Venezuela fliegt.
In den reinen Laubwäldern, vorwiegend mit Pappel-, Birken- und Ahornarten bewachsen, gehören zu den am häufigsten beobachteten Vogelarten: Der Pieperwaldsänger (Seiurus aurocapilla), der Blaurücken-Waldsänger (Setophaga caerulescens), die Weidenmusendrossel (Catharus fuscescens), der Hellbauch-Schnäppertyrann (Contopus virens) und der Gelbbauch-Saftlecker (Sphyrapicus varius), eine kleine, nordamerikanische Spechtart mit einer Körperlänge von maximal 21 Zentimeter und einem Gewicht von durchschnittlich 50 Gramm. Hervorzuheben wäre der Rotaugenvireo (Vireo olivaceus), der die meisten verschiedenen Melodien der Vogelwelt singt, teilweise über 2.000 unterschiedliche pro Stunde.
Immerhin hat man vierzehn Greifvogelarten im Parkgebiet nachgewiesen. Aber nur Fischadler (Pandion haliaetus) und Breitflügelbussard (Buteo platypterus), dessen Überwinterungsgebiete von Florida bis nach Bolivien reichen, können häufiger beobachtet werden. Die typischen Rufe des Streifenkauzes (Strix varia) sind nachts oft zu hören, etwa wie „ok-ok-ok-ok-ok-ok-buhóoh“. Seit einigen Jahren ist zudem eine Rückkehr des Wanderfalken (Falco peregrinus peregrinus), ein Kosmopolit und die am weitesten verbreitete Vogelart der Welt, im Mauricie Nationalpark zu beobachten.
Mehr als dreißig Vogelarten, die im Park vorkommen, sind für ihr Fortbestehen von einer aquatischen Umgebung abhängig. Zu den häufigsten Brutvogelarten gehören die Schellente (Bucephala clangula), die nordamerikanische Unterart des Gänsesägers (Mergus merganser americanus), die nordamerikanische Dunkelente (Anas rubripes) und die Ringschnabelente (Aythya collaris), auch Halsringente genannt, die ihren Populationsanstieg in Nordamerika ausgedehnt hat. Von diesen Arten ist der Eistaucher (Gavia immer), ein für weitläufige Wildnisgebiete charakteristischer und in seinem Prachtkleid unverwechselbarer Vogel, das Symbol des Parks.

### Reptilien und Amphibien
Obwohl der Mauricie Nationalpark auf einem eher nördlichen Breitengrad liegt, leben dort insgesamt 21 verschiedene Reptilien- und Amphibienarten. Dies dürfte auf die umfangreichen hydrographischen und vielfältigen Habitate zurückzuführen sein. Zudem beherbergt der Park die bedeutendste und nördlichste Populationen der Waldbachschildkröte (Glyptemys insculpta), eine Art der Neuwelt-Sumpfschildkröten und mittlerweile vom Aussterben bedrohte Schildkrötenart in Kanada.
Amphibien haben in vielen Ökosystemen eine sehr große Bedeutung, da sie sowohl die Funktion des Räubers als auch die des Beutetiers übernehmen. Wenn man in manchen Naturgebieten alle Vögel, Säugetiere, Reptilien, Fische und Amphibien zusammenzählen könnte, würden die Amphibien dem Gewicht nach gewinnen.

#### Reptilien
Bei einem Besuch im Park braucht der Besucher keine Angst zu haben, denn alle Schlangenarten sind völlig harmlos und ungiftig. Fast überall kommt die Québec-Strumpfbandnatter (Thamnophis sirtalis pallidulus) vor. Sie gehört zur bekannten Schlangenart innerhalb der Gattung Strumpfbandnattern. Aller Wahrscheinlichkeit nach ist sie der einzige natürliche Feind des Rauhäutigen Gelbbauchmolchs (Taricha granulosa). Im Laufe der Evolution entwickelte sie eine Immunität gegen den hochgiftigen Abwehrstoff dieses Salamanders, das Tetrodotoxin.
Gelegentlich kann man auch zwei kleineren Arten begegnen, der Rotbauchnatter (Storeria occipitomaculata) und einer Verwandten unserer europäischen Ringelnatter, der Halsbandnatter (Diadophis punctatus), zuweilen auch Amerikanische Ringelnatter genannt. Ihr Artname leitet sich vom lateinischen Wort punctum, zu deutsch „Punkt“, ab und dürfte sich auf die vielen schwarzen Punkte auf der Körperunterseite beziehen. Neben der erwähnten Waldschildkröte kommt außerdem im Parkgebiet die Amerikanische Schnappschildkröte (Chelydra serpentina), eine Art aus der Gattung der Schnappschildkröten (Chelydra) vor sowie die Östliche Zierschildkröte (Chrysemys picta picta) vor. Deren Habitat erstreckt sich vom südöstlichen Kanada über Neu-England und die atlantischen Küstenabschnitte bis nach Georgia und in westlicher Richtung bis nach Ost-Alabama in den USA.

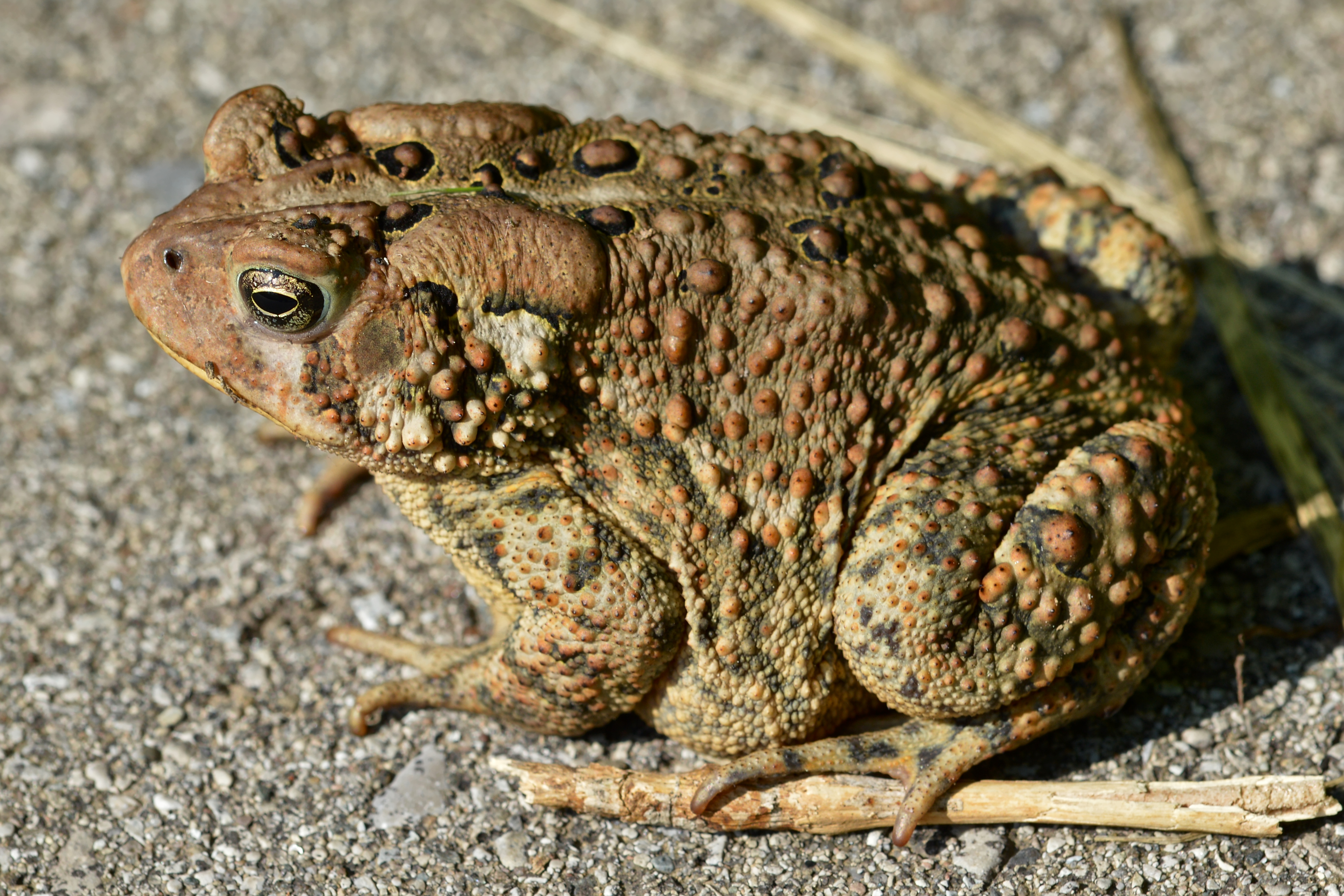
Die östliche Amerikanische Kröte (Anaxyrus americanus americanus) ist gut an ihrem Ruf zu erkennen.

#### Amphibien
Besonders in den Wäldern und an Teichrändern kann man folgende Amphibien beobachten. Der Waldfrosch (Lithobates sylvaticus), der die Fähigkeit entwickelt hat, die Körperflüssigkeiten zwischen den Gewebezellen im Winter bei Temperaturen von bis zu −5 °C zu etwa einem Drittel einfrieren zu lassen. Dann Pseudacris crucifer, im Englischen Spring Peeper genannt, den man innerhalb der Familie der Laubfrösche zählt. Die östliche Amerikanische Kröte (Anaxyrus americanus americanus), den nur bis zu einem Zentimeter großen Zwei-Linien-Salamander (Eurycea bislineata) und den schön gezeichneten Blauflecken-Querzahnmolch (Ambystoma laterale), auch Blaupunktsalamander genannt, kann man bei entsprechender Witterung und Tageszeit beobachten.

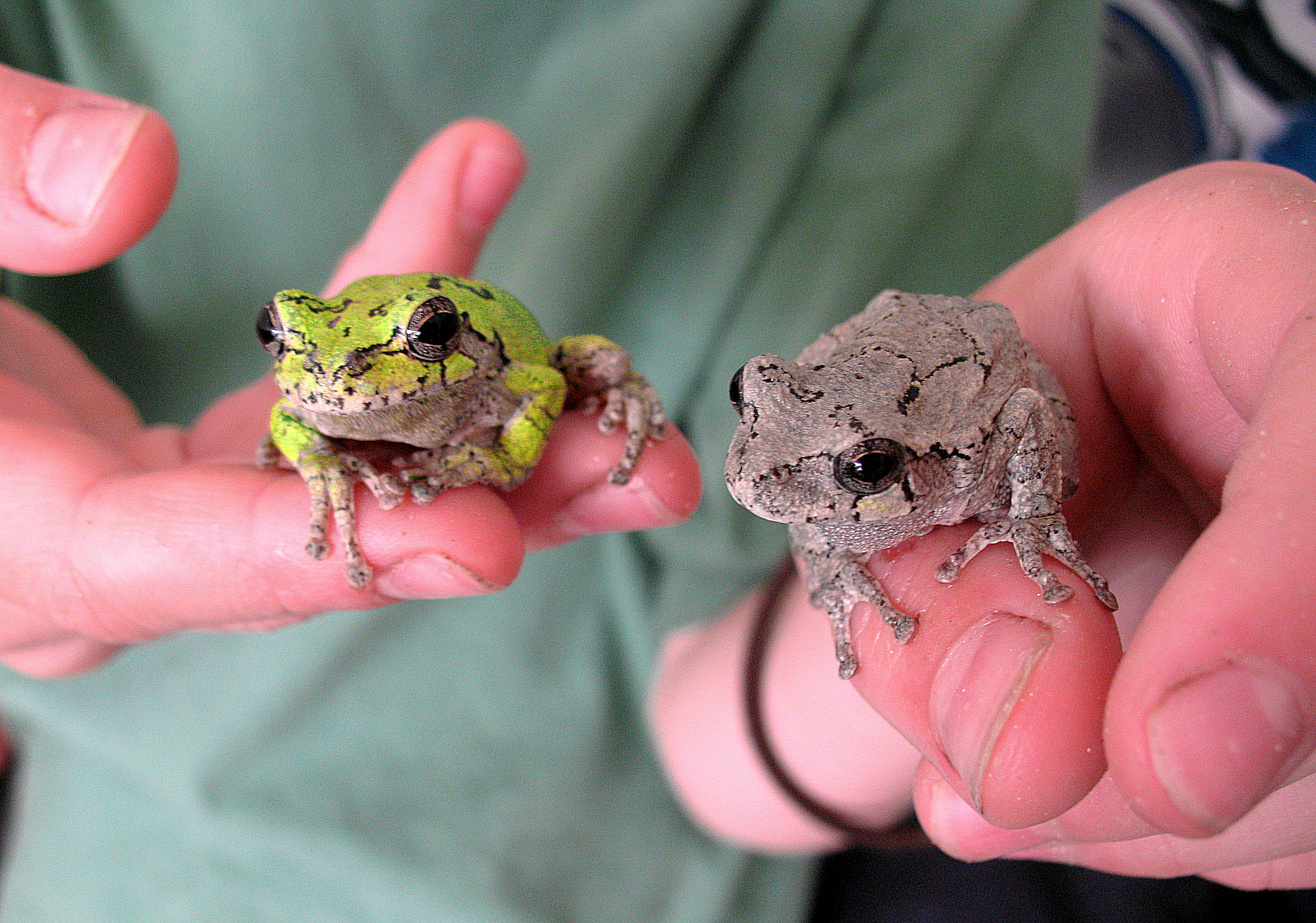
Der Graue Laubfrosch (Dryophytes versicolor) in jeweils zwei verschiedenen Färbungen. Der wissenschaftliche Name versicolor bedeutet „Farbwechsel“ und bezieht sich auf diese Fähigkeit des Frosches.

In Teichen und Seen können hingegen die folgenden Froschlurche angetroffen werden: Der Nordamerikanische Ochsenfrosch (Lithobates catesbeianus), der in vielen anderen Kontinenten vom Menschen bereits als Neozoon eingeführt wurde. Der nördliche Teichfrosch (Lithobates clamitans melanota), gut erkennbar an seinen gleichmäßig verteilten, dunkelgrünen und braunen Fleckenkleid auf hellgrünem Grund. Der zur Gattung der Echten Frösche zählende Nerzfrosch (Lithobates septentrionalis), manchmal auch als Nordfrosch bezeichnet, ist eine kleine Froschart, die ausschließlich in Nordamerika beheimatet ist. Sie ist nach ihrem Duft benannt, der angeblich nach Nerz riecht. Der Geruch ähnelt für diejenigen, die mit Nerz nicht vertraut sind, eher dem von faulenden Zwiebeln! Der auffällig gezeichnete Leopardfrosch (Lithobates pipiens) ist besonders in der Dämmerung aktiv.
Der Graue Laubfrosch (Dryophytes versicolor) hat eine grau-grüne bis braune, warzige Haut, die sich innerhalb von Minuten verfärben kann. Der recht kleine Lurch ist außerdem gut identifizierbar an einem unregelmäßigen, dunklen Fleck auf dem Rücken und einem blasseren, fast quadratischen Fleck unter jedem Auge. Der Nordamerikanischer Sumpffrosch (Rana palustris) ist hingegen ein seltener Froschlurch, der oft mit dem Leopardfrosch auf Grund ähnlicher Zeichnung und desselben Verbreitungsgebietes verwechselt wird. Aktuell wird er in der Roten Liste der IUCN in der „Kategorie 3“ als gefährdet eingestuft.

## Fische
Kurz nachdem die Gletscher vor über 10.000 Jahren über der Landmasse abgeschmolzen waren, wurden durch die Hebung der Erdkruste die meisten Gewässer im heutigen Parkgebiet von den großen Flüssen abgetrennt, wodurch für Fische unüberwindbare Hindernisse entstanden. Dieses Phänomen erklärt, warum der Saibling ursprünglich die einzige Fischart war, die in den meisten Seen und Flüssen vorkam. Heute gibt es insgesamt 20 Fischarten, die absichtlich oder unabsichtlich vom Menschen eingeführt und nach dem Zufallsprinzip verteilt wurden.
So sind die Seen und Wasserläufe des Mauricie Nationalparks immer noch bevorzugter Lebensraum von Bachsaibling (Salvelinus fontinalis) sowie Wandersaibling (Salvelinus alpinus), beide aus der Familie der Salmoniden (Lachsfische), die häufiger vorkommen. Hinzu gesellt sich der kleine Neunstachlige Stichling (Pungitius pungitius), die nordamerikanische Art unserer Groppe (Cottus ricei), der nur 10 Zentimeter lange Bachzwergdöbel (Semotilus atromaculatus) sowie einige weitere, weniger häufige der erwähnten Fischarten.

## Geologie und Böden
Der Mauricie Nationalpark liegt inmitten der rund 1 Milliarde Jahre alten, laurentinischen Bergen in Québec, der flächenmäßig größten Provinz im Osten Kanadas. Geologisch gehören die laurentinischen Berge zu den ältesten geologischen Formationen der Erde, dem kanadischen Schild. Sie bestehen aus erodiertem, glazial überformtem magmatischen Erstarrungsgestein.
Der kanadische Schild ist der älteste auf unserem Planeten. Er macht etwa 90 % des Territoriums der Provinz von Québec aus. Derzeit bedeckt eine relativ dünne Erdkrume den Fels, aber man kann dennoch viele Aufschlüsse des Felsmaterials sehen, insbesondere im Nationalparkgebiet. Die häufigsten Gesteinsarten sind Gneiss, Migmatit, Anorthosit, Charnockit und Syenit. Der Schild ist zudem einer der reichsten Sektoren weltweit an Mineralien und Mineralien, darunter Eisen, Kupfer, Zink, Uran, Gold, Silber, Diamanten, Nickel und vereinzelt sogar Erdöl.